# Multishow ao Vivo: Skank no Mineirão
Multishow ao Vivo: Skank no Mineirão é o segundo álbum ao vivo e o terceiro em vídeo da banda de pop rock brasileira Skank, gravado em 19 de junho de 2010 no Estádio do Mineirão, Belo Horizonte, cidade natal do grupo, com um público de mais de 50 mil pessoas, e lançado nos formatos CD duplo, DVD e blu-ray pela Sony Music. O álbum foi certificado com disco de platina duplo em 2021 pela Pro-Música Brasil.
O show, aberto ao público, foi o último evento realizado no estádio antes de ser fechado para reformas de três anos para a Copa do Mundo FIFA de 2014. O repertório mescla grandes sucessos, escolhidos em votação na internet pelo público, de várias fases, como "Mil Acasos", "É Uma Partida de Futebol", "Jackie Tequila", "Sutilmente" e "Três Lados". O show de gravação também contou com a participação da cantora Negra Li, na canção "Ainda Gosto Dela". A capa do álbum retrata o estádio em sua inauguração.
Sua versão em CD ainda conta com duas canções inéditas gravadas em estúdio, "Fotos na Estante" e "De Repente". A primeira foi incluída na trilha sonora da telenovela global Araguaia; a segunda faz parte da trilha da novela Malhação Conectados.

## Faixas

#### CD
Todas as faixas escritas e compostas por Samuel Rosa e Chico Amaral, exceto onde indicado. 
| Disco 1 |                              |                      |         |  |
| N.º     | Título                       | Compositor(es)       | Duração |  |
| 1.      | "Mil Acasos"                 |                      | 3:04    |  |
| 2.      | "É uma Partida de Futebol"   | Rosa/Nando Reis      | 3:23    |  |
| 3.      | "Esmola"                     |                      | 2:47    |  |
| 4.      | "Presença"                   | Rosa/Reis            | 3:54    |  |
| 5.      | "Ainda Gosto Dela"           | Rosa/Reis            | 4:43    |  |
| 6.      | "Jackie Tequila"             |                      | 5:23    |  |
| 7.      | "Balada do Amor Inabalável"  | Rosa/Fausto Fawcett  | 3:48    |  |
| 8.      | "Acima do Sol"               |                      | 5:12    |  |
| 9.      | "De Repente"                 | Rosa/Reis            | 4:12    |  |
| 10.     | "Três Lados"                 |                      | 3:46    |  |
| 11.     | "Vou Deixar"                 |                      | 3:50    |  |
| 12.     | "Garota Nacional"            |                      | 4:13    |  |
| 13.     | "Sutilmente"                 | Rosa/Reis            | 4:52    |  |
| 14.     | "Resposta"                   | Rosa/Reis            | 3:45    |  |
| 15.     | "Vamos Fugir"                | Gilberto Gil/Liminha | 4:19    |  |
| 16.     | "Tão Seu"                    |                      | 4:36    |  |
| 17.     | "Fotos na Estante" (estúdio) | Rosa/Rodrigo F. Leão | 3:35    |  |

| Disco 2 |                               |                                |         |  |
| N.º     | Título                        | Compositor(es)                 | Duração |  |
| 1.      | "Uma Canção É Pra Isso"       |                                | 3:45    |  |
| 2.      | "Um Mais um"                  | Rosa/Leão                      | 3:49    |  |
| 3.      | "Pacato Cidadão"              |                                | 3:59    |  |
| 4.      | "Canção Noturna"              | Lelo Zaneti/Chico Amaral       | 4:13    |  |
| 5.      | "É Proibido Fumar"            | Roberto Carlos/Erasmo Carlos   | 3:49    |  |
| 6.      | "Amores Imperfeitos"          |                                | 3:09    |  |
| 7.      | "Noites de um Verão Qualquer" | Rosa/César Maurício            | 3:39    |  |
| 8.      | "O Beijo e a Reza"            |                                | 3:27    |  |
| 9.      | "Te Ver"                      | Rosa/Zaneti/Amaral             | 4:00    |  |
| 10.     | "Ali"                         | Rosa/Reis                      | 5:37    |  |
| 11.     | "Dois Rios"                   | Rosa/Lô Borges/Reis            | 4:56    |  |
| 12.     | "Tanto"                       | Bob Dylan, versão Chico Amaral | 3:48    |  |
| 13.     | "Saideira"                    | Rosa/Leão                      | 4:47    |  |
| 14.     | "De Repente" (estúdio)        | Rosa/Reis                      | 4:11    |  |

#### DVD/Blu-ray
1. Mil Acasos
2. Um Mais Um
3. É Uma Partida de Futebol
4. Esmola
5. Pacato Cidadão
6. Uma Canção é pra Isso
7. É Proibido Fumar
8. Presença
9. Amores Imperfeitos
10. Ainda Gosto Dela (part. Negra Li)
11. Noites de Um Verão Qualquer
12. Jackie Tequila
13. Balada do Amor Inabalável
14. Acima do Sol
15. De Repente
16. Três Lados
17. Vou Deixar
18. Garota Nacional
19. Sutilmente
20. Vamos Fugir (Give Me Your Love)
21. Saideira
22. Resposta
23. Te Ver
24. Tanto (I Want You)
25. Dois Rios
26. Ali
27. O Beijo e a Reza
28. Canção Noturna
29. Tão Seu

#### Extras DVD
- Mineirão, Futebol e Música (making of)
- Videoclipes: "Uma Canção é Pra Isso", "Sutilmente" e "Noites de Um Verão Qualquer"

## Créditos e pessoal

#### Skank
- Samuel Rosa - voz, guitarra e violão
- Henrique Portugal - teclados, violão e vocal de apoio
- Lelo Zaneti - baixo e vocal de apoio
- Haroldo Ferretti - bateria

#### Músicos convidados
- Doca Rolim - guitarra, violão e vocal de apoio
- Vinícius Augustus - saxofone
- Paulo Márcio - trompete
- Pedro Aristides - trombone

#### Produção
- Dudu Marote - produção e edição digital
- Renato Cipriano - gravação, mixagem e edição digital
- Bill Reinikova, Mauricio Cersósimo - edição digital
- Brian Gardner - masterização